# 藏鼠兔
藏鼠兔（学名：Ochotona thibetana）为鼠兔科鼠兔属的哺乳动物，是中国的特有物种。分布于陕西、青海、湖北、四川、云南、西藏等地。该物种的模式产地在四川宝兴。

## 亚种
- 藏鼠兔玉树亚种（学名：Ochotona thibetana nangqenica）。在中国大陆，分布于青海、西藏等地，多栖息于高山森林以及灌丛。该物种的模式产地在青海囊谦,曲麻莱,移多,玉树。[2]
- 藏鼠兔峨眉亚种（学名：Ochotona thibetana sacraria）。在中国大陆，分布于湖北、四川等地。该物种的模式产地在四川峨眉山。[3]
- 藏鼠兔指名亚种（学名：Ochotona thibetana thibetana）。在中国大陆，分布于四川、云南、西藏等地。该物种的模式产地在四川宝兴。[4]